# Angeja
Angeja é uma vila portuguesa sede da Freguesia de Angeja do Município de Albergaria-a-Velha, freguesia com 21,25 km² de área e 1875 habitantes (censo de 2021), tendo, assim, uma densidade populacional de 88,2 hab./km².
A povoação de Angeja, teve estatuto de vila desde 15 de agosto de 1514, tendo sido renovado em 20 de junho de 1991.
Foi sede de concelho de 1514 até 1853, quando o concelho foi extinto e a freguesia integrada no concelho vizinho de Albergaria-a-Velha.

## Descrição
Freguesia ribeirinha banhada a poente pelo rio Vouga, em cujas margens se pratica uma agricultura e pecuária essencial e muito dominante no seu aproveitamento.
Apresenta na sua urbe características próprias de um aglomerado medieval. As ruas são estreitas e calcetadas e dentro da urbanização encontramos um conjunto de casas típicas de uma época antiga.

## História
Da presença dos gregos e fenícios tem-se conjecturado tal como a presença romana. Pelo ano de 1166 surge a primeira referência a "ANSEGIA".
Angeja obteve foral de D. Manuel I em 15 de agosto de 1514. Este foral trata das seguintes terras: Assequins, Bemposta, Branca, Canelas, Casais de Grijó, Casais do Ribeiro, Contumil, Devesa, Fermelã, Figueiredo, Fonte Chã, Pinheiro, Salreu e Santiães.
No início fazia parte das Terras de Santa Maria (ou vulgarmente Terras da Feira) por isso o brasão de Angeja tem as armas das Terras de Santa Maria.
A antiga vila de Angeja e freguesia de Nossa Senhora das Neves era curato da apresentação do vigário de São Miguel de Fermelã, passando mais tarde a reitoria e depois a priorado.
Teve vários senhorios onde avultam os Albuquerques e os Noronhas.
Estes últimos Marqueses de Angeja, sem nunca permanecerem por aqui, tinham um procurador que recebia os rendimentos que eram resultado da benesse régia.
Por aqui passaram e permaneceram os franceses que deixaram rasto de destruição. As revoltas nacionais da restauração e instauração do liberalismo também foram bastante acentuadas.
Após esse período de instabilidade política (1834-1837) permaneceu como concelho até 1853 ano em que foi extinto e integrado no de Albergaria-a-Velha, conjuntamente com Frossos.
Em 20 de junho de 1991 foi reforçado o seu antigo estatuto de Vila.

## Demografia
A população registada nos censos foi:
| Distribuição da População por Grupos Etários | Distribuição da População por Grupos Etários | Distribuição da População por Grupos Etários | Distribuição da População por Grupos Etários | Distribuição da População por Grupos Etários |
| -------------------------------------------- | -------------------------------------------- | -------------------------------------------- | -------------------------------------------- | -------------------------------------------- |
| Ano                                          | 0-14 Anos                                    | 15-24 Anos                                   | 25-64 Anos                                   | > 65 Anos                                    |
| 2001                                         | 377                                          | 321                                          | 1180                                         | 442                                          |
| 2011                                         | 254                                          | 239                                          | 1103                                         | 477                                          |
| 2021                                         | 186                                          | 161                                          | 1029                                         | 499                                          |

## Património
A Igreja Matriz, dedicada a Senhora das Neves, embora alterada é do século XVII, possuindo retábulos barrocos, talha dourada de grande qualidade e escultura do século XV na frontaria.
De salientar também as capelas de do Espírito Santo (Rua do Espírito Santo), capela do Mártir S. Sebastião (Rua da Pereira), capela de S. Gregório (Rua da Pereira), capela da Senhora do Carmo (Fontão) e Capela do Cabecinho (Cabecinho).
- Pelourinho de Angeja - classificado como Imóvel de Interesse Público

## Património Natural
Nas margens do Rio Vouga, destacam-se os lugares de Cabecinho e Fontão. Aconselha-se uma visita aos moinhos do Fontão e Cabecinho.

## Festas e Romarias
- Último fim de semana do mês julho: Festival Folclore do Rancho Folclórico Casa do Povo de Angeja.
- 1º fim de semana posterior ao dia 5 de agosto: Festa da padroeira, Nossa Senhora das Neves.
- 2º fim de semana posterior ao dia 5 de agosto: Festa do Cabecinho (inserido nas festividades da Nossa Senhora das Neves).
- 15 de agosto: Festival de Folclore do Grupo Folclórico As Lavadeiras do Vouga.
- 2º fim de semana de setembro: Aniversário da Associação de Instrução e Recrio Angejense.

## Gastronomia
Leitão assado, rojões, enguias e pão do Fontão